# Gerhard Haderer
Gerhard Haderer (född 1951 i Leonding, Österrike) är en österrikisk serieskapare och karikatyrtecknare.
Hans bok Das Leben des Jesus (Jesu liv), en satir där Jesus skildras som en rökelse-beroende hippie, blev förbjuden i Grekland 2005 då den ansågs vara hädelse, och Haderer dömdes till sex månaders fängelse. Domen hävdes dock när den överklagades.